# Susan Still Kilrain
Susan Still Kilrain (Augusta, Georgia, 24 de octubre de 1961) es una ingeniera aeroespacial, ex oficial de la marina de Estados Unidos y astronauta retirada de la NASA. Es la mujer más joven en pilotear una nave espacial, y la segunda en hacerlo. Cuenta con más de 3000 horas de vuelo y entre sus reconocimientos se encuentra la Medalla de Servicio Superior de Defensa.

## Biografía
Nacida en Augusta, Georgia, como  Susan Leigh Still, es la única mujer entre nueve hermanos. Desde su infancia expresó su interés por convertirse en astronauta y su familia la apoyó en ese sueño. Comenzó a pilotear aeronaves en la preparatoria donde se tomó un mes libre de su último año y completó el entrenamiento necesario para ser piloto privado.
En 1979 se graduó de la escuela Walnut Hill en Massachusetts. Posteriormente se graduó de la Universidad Aeronáutica Embry-Riddle en 1982, con una licenciatura en ingeniería aeronáutica. En 1985 recibió el grado de maestra en ciencias en ingeniería aeroespacial del Instituto de Tecnología de Georgia en 1985. Durante su maestría trabajó como oficial de proyecto en túneles de viento para la Corporación Lockheed en Marietta, Georgia.

En enero de 1985 tuvo la oportunidad de hablar con Dick Scobee, quien murió un año después como comandante del Challenger STS-51-L. Scobee le aconsejó enrolarse como piloto en la militar para aumentar sus probabilidades de ser aceptada en un programa para astronautas. Meses más tarde ingresó a la Armada de los Estados Unidos. Rápidamente se dio cuenta de que la marina no era un lugar amigable para las mujeres y que por ello dudaban en aceptarla, por lo que dijo:
Me di cuenta que era una mujer en un mundo de hombres, así que sería un extraño. Toda mi filosofía era no hacer ondas. Mi objetivo era ser una astronauta. Quería estar dentro sin aceptar conductas inaceptables.
Susan sirvió como Especialista Legislativo de Naves para la Oficina de Asuntos Legislativos de la NASA en sus oficinas en Washington D. C.. Se retiró de la oficina de astronautas en diciembre de 2002 y de la Armada de los Estados Unidos en 2005.
Desde su retiro trabaja como oradora motivacional. Ha participado en el campamento espacial Space 2101, en 2022 en la Academia Internacional de Dubái Al Barsha, y en 2023 en la Universidad de Ciencia y Tecnología Rey Abdalá. Durante el Campamento espacial en Dubái, 2299 estudiantes, representando a 108 nacionalidades lograron el Record Guiness por haber tenido la clase de exploración espacial más grande del mundo en diferentes locaciones.

### Vida personal
Está casada con Colin Kilrain, Contraalmirante, SEAL de la Marina Estadounidense. La pareja tiene cuatro hijos, y residen en Virginia Beach, Virginia. A Susan le encanta la fotografía, viajar, las artes marciales, los triatlones, y tocar el piano.
Junto con el historiador espacial Francis French, es coautora de un libro infantil titulado An Unlikely Astronaut (Un Astronauta Poco Común).

## Carrera militar
Se incorporó a la Marina de los Estados Unidos en 1985 y fue designada como aviador naval en 1987. Fue seleccionada para ser instructora de vuelo en el TA-4J Skyhawk. Más tarde voló EA-6A, intrusos eléctricos para el Escuadrón Táctico de Guerra Electrónica 33 (VAQ-33) en Key West, Florida. Tras completar el examen de pilotos en la Marina de los Estados Unidos en NAS Patuxent River, Maryland, se reportó al escuadrón de combate 101 (VF-101) en Virginia Beach, Virginia, para completar el entrenamiento para F-14 Tomcat. A lo largo de su carrera, ha registrado más de 3.000 horas de vuelo en más de 30 aviones diferentes.

## Carrera en la NASA

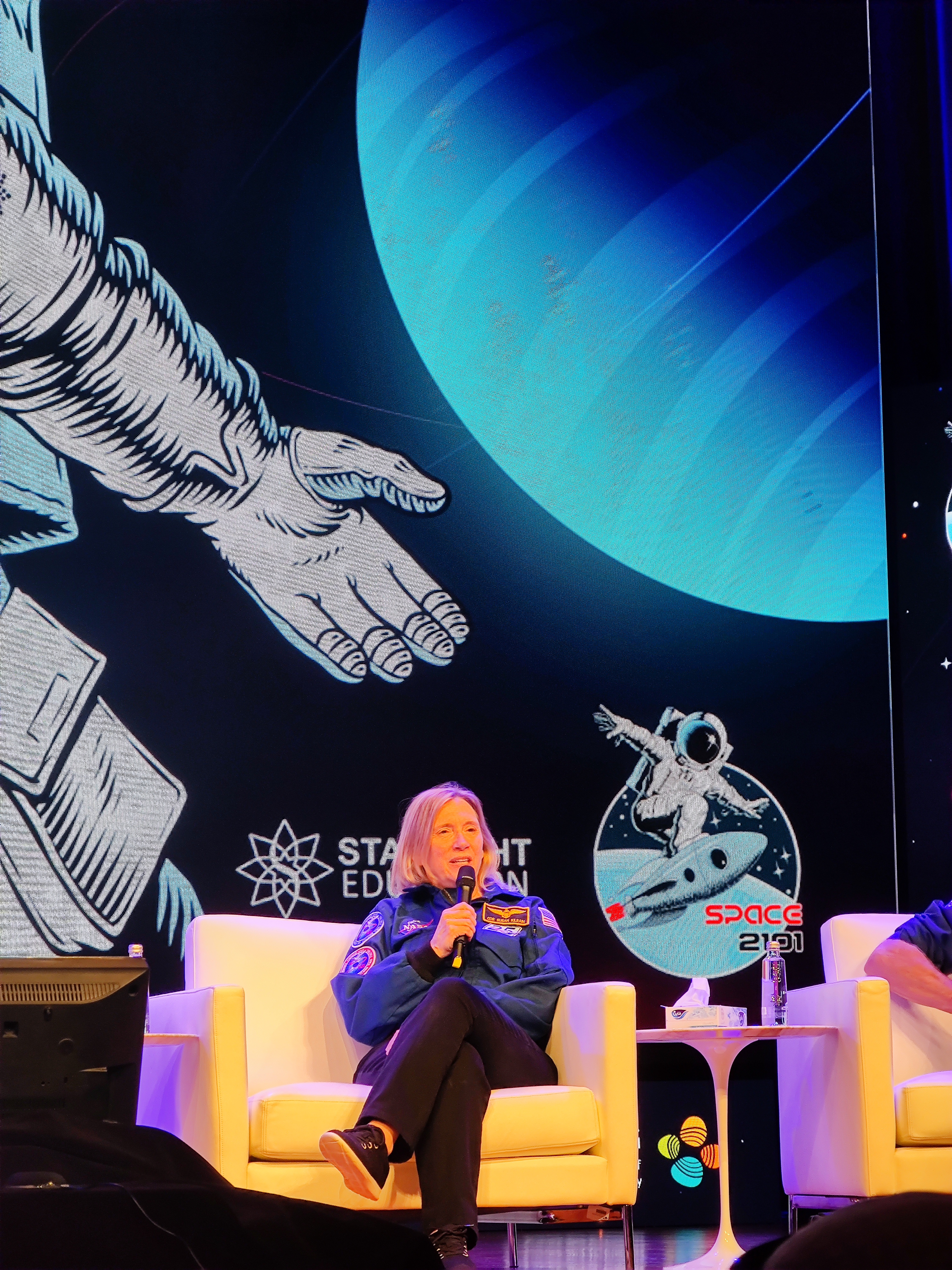
Comandante Susan Kilrain en el campamento espacial Space 2101 en la Universidad de Ciencia y Tecnología Rey Abdalá en 2023.

En marzo de 1995 fue seleccionada por la NASA, como parte del 15.º Grupo de Entrenamiento para Astronautas en el Centro Espacial Lyndon B. Johnson. Este grupo fue seleccionado para proveer de ingenieros, pilotos, y astronautas para viajes espaciales. Tras un año de formación, trabajó los aspectos técnicos de los Sistemas de Vehículo y Operaciones de la Oficina de Astronautas. También fungió como comunicadora de la nave espacial (CAPCOM), en el control de la misión durante el lanzamiento y la entrada de varias misiones.
Voló como piloto en la misión STS-83 (del 4 al 8 de abril de 1997) y STS-94 (del 1 al 17 de julio de 1997). La misión STS-83 en el Transbordador espacial Columbia, pretendía hacer llegar al espacio es Laboratorio Científico de Microgravedad (MSL-1), una colección de 33 experimentos de microgravedad dentro del Spacelab. El objetivo de la misión era probar equipos, espacios de trabajo, y procedimiento s desarrollados en miras a proyectos a largo término en la futura Estación Espacial Internacional. La misión debía durar 16 días, sin embargo se vio interrumpida debido a problemas con una de las tres unidades de combustible del transbordador, la duración de la misión fue de 95 horas y 12 minutos, viajando 1,5 millones de millas en 63 órbitas a la Tierra. En julio de 1997 la misión fue renombrada como STS-94 y representaba un re-vuelo de la misión MSL-1 Spacelab. esta misión se centró en los materiales y la ciencia de investigación de combustión en microgravedad. La duración de la misión fue de 376 horas y 45 minutos, viajando 6,3 millones de millas en 251 órbitas a la Tierra.
 

Susan completó dos vuelos espaciales con lo que registró 472 horas en el espacio. Además es la segunda mujer en haber piloteado una ave espacial. Ella recuerda sus primeros momentos piloteando una nave espacial al lado de un piloto experimentado y encargado de la misión.
Mirar hacia abajo a la Tierra desde el espacio por primera vez... es como si cada sueño se hubiese hecho realidad. Aunque hayas visto imágenes de la tierra desde el espacio, no es lo mismo que cuando estas en el espacio y ves hacia abajo a la Tierra. Es muy enriquecedor.

## Premios y distinciones
A lo largo de su carrera ha obtenido premios y reconocimientos en múltiples ocasiones.
- Graduado Distinguido de la Aviación Naval. Premio otorgado por la Escuela de Candidatos a Oficiales.
- Graduado Distinguido como piloto de pruebas por la Escuela Naval de Estados Unidos, Clase 103.
- Medalla de Servicio Superior de Defensa.
- Medalla de Servicio Meritorio de Defensa.
- Medalla de Elogio de la Marina.
- Medalla de la Marina de Logro.
- Medalla de Vuelo Espacial de la NASA.
- Defensa Nacional, Medalla de Servicio.
- Premio a la Excelencia a jóvenes americanos. Reconocimiento otorgado por la Cámara Júnior de Estados Unidos de Comercio.
- Hijas de la Revolución Americana. Premio al buen scout, obtenido en 1997.

En 2020 el periódico USA Today la nombró mujer del siglo. Esta fue una manera de conmemorar el centenario de que las mujeres fueron otorgadas el derecho a votar en los Estados Unidos.